# Numero di Reynolds magnetico
Il numero di Reynolds magnetico, abbreviato Rem o Rm, è l'equivalente del numero di Reynolds in magnetoidrodinamica. È un numero adimensionale che indica se il comportamento di un fluido conduttore in movimento all'interno di un campo magnetico è dominato dalle forze dovute al moto del fluido stesso o dalle forze elettromagnetiche applicate su di esso.

## Definizione matematica
È definito come:
{\displaystyle \mathrm {Re} _{\mathrm {m} }={\frac {uL}{\eta }}}
dove:
- {\displaystyle u} è una velocità caratteristica del fluido,
- {\displaystyle L} è una lunghezza caratteristica del fluido,
- {\displaystyle \eta } è la diffusività magnetica.

## Interpretazione fisica
L'equazione di trasporto del flusso magnetico, o equazione magnetoidrodinamica, definisce il comportamento del flusso magnetico in un fluido in movimento:
{\displaystyle {\frac {\partial \mathbf {B} }{\partial t}}=\nabla \times (\mathbf {u} \times \mathbf {B} )+\eta \nabla ^{2}\mathbf {B} }
Il primo termine dopo il segno di uguaglianza rappresenta la convezione del campo magnetico da parte del fluido in moto, mentre il secondo termine indica la diffusione del campo magnetico nel fluido.
I due processi, convettivo e diffusivo, si svolgono su scale temporali diverse, rispettivamente:
{\displaystyle \tau _{c}=L/u} e
{\displaystyle \tau _{d}=\mu _{0}\sigma L^{2}}
Il numero di Reynolds magnetico è pertanto il rapporto tra i due tempi caratteristici:
{\displaystyle \mathrm {Re} _{\mathrm {m} }={\frac {B/\tau _{c}}{B/\tau _{d}}}=\mu _{0}\sigma uL={\frac {uL}{\eta }}}
con {\displaystyle \eta }, la diffusività magnetica, definita nel sistema internazionale come
{\displaystyle \eta ={\frac {1}{\mu _{0}\sigma }}\ \left[{\mbox{m}}^{2}/{\mbox{s}}\right]}
essendo {\displaystyle \mu _{0}} la permeabilità magnetica del vuoto e {\displaystyle \sigma } la conduttività elettrica del fluido.
Si possono individuare due casi limite:
- {\displaystyle \mathrm {Re} _{\mathrm {m} }\ll 1}: se la velocità {\displaystyle u} è bassa o nulla, il fluido è in quiete, il primo termine dopo l'uguale nell'equazione magnetoidrodinamica diventa trascurabile rispetto al secondo e il comportamento del campo magnetico è governato dalla diffusione.
- {\displaystyle \mathrm {Re} _{\mathrm {m} }\gg 1}: se la conduttività elettrica {\displaystyle \sigma } o la dimensione del sistema {\displaystyle L} sono molto elevate, il primo termine prevale sul secondo e le linee di forza del campo magnetico sono trascinate dal moto del fluido; in questo caso si dice che il campo magnetico è congelato nel flusso.